# 180.
180. je deveto desetletje v 2. stoletju med letoma 180 in 189. 